# DR K
DR K était une chaîne de télévision publique danoise qui appartenait à la société DR. Créée en 2009, cette chaîne thématique traitait de la culture, s'intéressant en particulier à l'histoire, à l'architecture, à la musique, à la mode ou aux sciences, thèmes qu'elle s'efforçait de rendre accessible au grand public. La chaîne est fermée depuis le 2 janvier 2020.

## Historique de la chaîne
Au début des années 2000, le Danemark est un des rares pays nordiques à ne pas avoir mis en service des chaînes thématiques. En 2005, DR envisage pour la première fois la création de plusieurs chaînes centrées sur la culture (DR K), sur les programmes jeunesse (DR Ramasjang) ainsi qu'une chaîne en haute définition (DR HD). Au départ, DR K est envisagée comme une chaîne dédiée plus spécifiquement à l'histoire, s'appuyant sur les archives de la radio-télévision nationale (alors en cours de numérisation). 
En 2006, DR envisage une diffusion des futures DR K et DR Ramasjang sur un même canal, les programmes pour enfants devant être diffusés en journée, et les programmes culturels, en soirée. Finalement, il est décidé au moment du lancement de diffuser les deux chaînes sur des canaux distincts. 
DR K commence à émettre le 1er novembre 2009. 
La chaîne est fermée le 2 janvier 2020 et est ensuite fusionnée avec une autre chaîne de DR existante, DR2, tout en conservant la dénomination d'origine de cette dernière.

### Identité visuelle (logo)

Logo de DR K de novembre 2009 à janvier 2013.
Logo de DR K de janvier 2013 à 2017.
Logo de DR K de 2017 au 2 janvier 2020.

## Programmes
Loin de se cantonner à l'histoire comme le prévoyait le projet initial, la chaîne s'ouvre à tous les domaines de la culture, depuis les sciences jusqu'à la création artistique, en passant par la musique et le théâtre. 

## Diffusion
DR K, dont l'audience demeure pour l'instant confidentielle (0,9 % en 2009), est diffusée sur la télévision numérique terrestre, sur les bouquets satellites scandinaves ainsi que sur les différents réseaux câblés du pays.